# Hans Kaspar von Herzberg
Hans Kaspar von Herzberg (* 1685 in Hertzberg, Hinterpommern; † 15. Dezember 1745 bei Kesselsdorf) war ein preußischer Generalmajor, Chef des Infanterieregiments „von Voigt“, Amtshauptmann von Driesen, Domherr zu Cammin sowie Erbherr auf Groß- und Klein-Herzberg, Joduth und Steinberg.

## Leben

### Herkunft
Er war Angehöriger des pommerschen Adelsgeschlechts von Herzberg. Sein Vater war Dionysius von Herzberg (1637–1730), Erbherr von Groß- und Klein-Herzberg und Steinberg. Er ging in das Regiment (Markgraf Albrecht), wo ein Onkel Hauptmann war und zog mit diesem in den Spanischen Erbfolgekrieg. 1702 war er bei der Belagerung von Kaiserswerth dabei, sein Onkel fiel beim Sturm der Festung.

### Militärkarriere
Herzberg wurde Fähnrich und Leutnant, hatte dann aber das Pech, eine Kugel in das Kinn zu bekommen. Er erholte sich wieder und erhielt 1713 eine eigene Kompanie. Beim Pommernfeldzug 1715/1716 war er bei der Belagerung von Stralsund. Er fiel dem König Friedrich Wilhelm I. auf, da er sich bald daran machte, sein Regiment wieder aufzufüllen. Der König machte ihn zum Major im Infanterieregiment „von Heyden“. Dort wurde er am 1. Februar 1727 Oberstleutnant und 1738 Oberst.
Im Ersten Schlesischen Krieg ging Herzberg 1741 mit in das Lager bei Brandenburg. 1742 erhielt er das Infanterieregiment „von Voigt“ und wurde am 23. Mai 1743 Generalmajor. Im Zweiten Schlesischen Krieg zog er 1744 mit der Armee des Königs nach Böhmen und kämpfte bei Hohenfriedberg und Kesselsdorf. Er führte dort ein Bataillon des Infanterieregiments „Leipziger“, als er beim ersten Sturm auf das Dorf Kesselsdorf tödlich getroffen wurde.

### Familie
Herzberg war mit Anna Katharina von Kameke (1678–1746) aus dem Hause Peest verheiratet. Sie war die Witwe des Majors Eggard von Witten und Pfandbesitzerin des Gutes Parpart in Pommern. Das Paar hatte keine Kinder. Seine Stieftochter heiratete später den Generalmajor Wolf Alexander Ernst Christoph von Blanckensee.